# Дигитални ресурси за управљање квалитетом угља
Основни циљ експлоатације угља на нашим површинским коповима је да за потребе термоелектрана обезбеде довољне количине угља, потребног квалитета и уз минималне трошкове експлоатације. Како се услови експлоатације погоршавају, а захтеви електрана и еколога постају све строжи, потребно је увести систем управљања квалитетом угља који ће омогућити планирање и надзор током процеса експлоатације. То омогућава да се смање количине мазута које се данас троше за подршку процесу сагоревања, повећеће се ефикасност рада и смањити емисија штетних гасова у атмосферу. 

## Увод
Експлоатација минералних сировина данас све више користи методе, технике и алате које нуди информациона технологија. Системи за моделирање лежишта и планирање рударских радова заузимају посебно значајно место који омогућавају геолозима да досадашње мануелно цртање профила и карата замене 3Д моделирањем лежишта и системима 2Д и 3Д визуелизације података, док рударима у службама планирања битни како за оперативно, тако и за краткорочно и дугорочно планирање. 
На овај начин се представља систематизовање дигиталних ресурса неопходних за управљање квалитетом угља на Тамнавским коповима Колубарског угљеног басена, као и проблеми при преласку са традиционалног начина вођења рудничке документације на савремени приступ планирања рударских радова. Овакав приступ захтева корените промене у начину организовања података, прецизирање токова информација. Предуслов за примену савременог начина моделирању лежишта и планирања рударских радова је оспособљен кадар, што се може добити едукацијом радника различитих профила, посебно геолога и рударских инжењера.
У другом делу се даје приказ систематизације података прикупљених геолошким истражним радовима, опис проблема који су се јављали током припрема за моделирање лежишта и статистичка анализа података селектованих у истражном подручју. Друга група ресурса се односи на графичке подлоге које се односе на модел терена и објеката на терену.
У трећем делу се види приказ модела лежишта коришћењем алата Minex фирме Gemcom , који обухвата структурне и моделе квалитета за део поља “Тамнава Западно Поље” и за поље “Велики Црљени”. У четвртом  делу се даје  посебан акценат битан за уједначавање квалитета угља.

## Систематизација података

### База података истражних радова
Основу система за управљањем квалитетом угља представља База података угљених басена Србије (БпУБС), која је организована као дистрибуирани систем сачињен од централног репозиторијума у Дирекцији за развој и инвестиције у ЕПС-у и четири репозиторијума на дистрибуираним локацијама у Колубари. Унос података се врши континуално на свим локацијама, али обзиром да сервери нису повезани међусобно, повремено се врши синхронизација података на централном серверу. За управљање подацима се користи MS SQL Server 2005, а сам програм БпУБС Вер.2 је урађен у. НЕТ технологији, у развојном окружењу MS Visual Studio 2005.
База интегрише податке о истражним просторима, бушењу, анализама, хидрогеологији, али се за потребе управљања квалитетом угља посматра само део који се односи на бушотине, литологију картираних интервала и на техничке, елементарне и анализе пепела узорака. На почетку пројекта база је била само на централној локацији и садржала скроман фонд података, тако да се потом кренуло са коришћењем БпУБС и на удаљеним локацијама.  
Комплетна база БпУБС тренутно садржи близу 2500 бушотина, са различитим нивоом детаљности описа. За потребе моделирања дела поља "Тамнава Западно Поље" селектовано је 248 бушотина које се налазе у дефинисаном подручју са скоро 4000 анализираних узорака и 7000 литолошких описа картираних интервала. За поље "Велики Црљени" је много мање података, 62 бушотине са свега 47 анализираних узорака и 675 литолошких описа картираних интервала.

### Статистичка обрада и припрема података за моделирање
Подаци су подељени по годинама бушења, јер је уочено да се код бушотина из шездесетих година јављају неочекивано високе вредности за ДТЕ, због различитог начина узорковања и малог садржаја влаге у узорцима. Такође је уочено да се вредности пепела крећу у очекиваним границама, тако да је регресијом одређена функционална зависност којом су вредности анализа ДТЕ прерачунате на основу пепела за потребе моделирања вредности ДТЕ у моделу квалитета угља.

### Графичке подлоге
ЈП «Електропривреда Србије» у циљу даљег развоја колубарског и костолачког рударског басена предузима активности на изради планско-урбанистичке и техничке документације, па су започети геодетско-фотограметријски радови на изради топографских планова и топографских подлога. На основу аерофотограметријског снимања Колубарског угљеног басена је урађен дигитални модел терена (скр. DMT, eng. Digital Terrain Model, eng.skr. DTM) или како се још назива дигитални елевациони модел (скр. DEM). 
ДМТ се може формирати коришћењем свих расположивих метода за прикупљање података о подручју које ће обезбедити захтевану тачност координата детаљних тачака као што су: теренска мерења за одређивање координата детаљних тачака (ГПС и друге методе). 
ДМТ је приказан у виду триангулације, а преломне тачке троуглова поседују X,Y и Z координате, захваљујући чему је модел погодан за даљу обраду у програмским пакетима Surpac  и Minex за пројектовање копова и планирање рударских радова. Геодетске службе на коповима морају да континуално иновирају геодетске подлоге. Актуелне ситуације стања рударских радова геодетске службе прослеђују службама које се баве планирањем, али проблем тренутно представљају ситуационе карте где тачке и остали графички објекти немају дефинисану коту. Да би се такве карте могле искористити за планирање рударских радова у алатима за планирање рударских радова, конкретно Minex-у, неопходно је променити  2Д запис у 3Д. Треба стандардизовати формате записа како би биле употребљиве за коришћење и у другим софтверским алатима, осим AutoCad-а.

## Моделирање радне средине
Основна намена софтверског пакета Minex је подршка планирању рударских радова за слојевита лежишта, првенствено лежишта угља, али и фосфати, цинк, боксит. Minex омогућава геодетама, геолозима и рударским инжињерима да ефикасно удруже своје активности током целог животног века једног рудника. Пројектовање рудника је чврсто спрегнуто са геолошким моделом, тако да пројекат рудника или план рударских радова може да усагласи са економским и геолошким аспектима. Подаци о резервама и квалитету су складиштени у бази података, што омогућава брз приступ, измене и извештавање.
База података истражних радова је припремљена у формату који Minex може да директно чита обухвата четири целине: основне податке о локацијама и геометрији бушотина, податке о литологији картираних интервала, податке о анализама узорака и податке о стратиграфији. Пошто у централној бази постоје информације само о основним угљеним слојевима, следећи корак је представља моделирање стратиграфије. Дефинисана је основна концепција шифрирања стратиграфског низа, односно хијерархије слојева, а потом је урађено шифрирање слојева на свакој бушотини.

## Концептуални модел управљања квалитетом угља
Модел управљања квалитетом угља базира се на свим деловима процеса откопавања, транспорта, депоновања и утовара угља. За овакав рад, неопходно је обавити како дугорочно тако и краткорочно планирање на нивоу басена или зависних делова копова како би се избегле нежељене  ситуације. Сва места на којима се хомогенизација може вршити нису подједнако битна. Основни део хомегенизације на ПК "Тамнава" је место откопавања. Основна намена концептуалног модела интегралног система за планирање и праћење производње угља је управљање квалитетом угља.
Суштина овог система се заснива на:
- Израду геолошког и технолошког модела лежишта,
- Оперативном планирању и анализи рада багера,
- Оперативној контроли рада багера уз коришћење он-лине анализатора,
- Коришћењу депоније, по потреби, и
- Испоруку угља ТЕНТ-у потребног квалитета и количине са извештавањем – аутоматским слањем сертификата воза одмах по утовару.